# USS Bullhead (SS-332)
El USS Bullhead (SS-332) fue un submarino de clase Balao, y el último buque estadounidense en ser hundido durante la Segunda Guerra Mundial. Fue hundido por un avión japonés el mismo día en que se lanzó la bomba atómica sobre Hiroshima. Fue el último de los submarinos estadounidenses, de un total de 52, perdidos durante la Segunda Guerra Mundial.
Cuando fue hundido, el USS Bullhead se encontraba apenas en su tercera misión, siendo su Capitán Edward R. Holt Jr. Los 84 tripulantes del submarino se perdieron junto al mismo.

## Acciones del USS Bullhead
La primera travesía del USS Bullhead empezó el 21 de marzo de 1945, destacándose el bombardeo de unas pequeñas islas cerca de las costas de China, en donde se causaron daños a instalaciones de radio enemigas; y el rescate de tres tripulantes de un bombardero B-29 derribado.
Durante su segunda travesía, entre mayo y junio de 1945, el USS Bullhead llegó a hundir dos pequeñas fragatas, una goleta y un buque de carga; causando daños en algunos otros barcos.
Su última travesía empezó a fines de julio de 1945, perdiéndose todo contacto con el submarino tras reportar que había pasado por el estrecho de Lombak el día 6 de agosto.
Se presume que el USS Bullhead fue hundido con cargas de profundidad arrojadas por aviones de la Fuerza Aérea del Ejército japonés cerca de las costas de la isla de Bali en el mar de Java. No hubo sobrevivientes.